# 成島八幡神社
成島八幡神社（なるしまはちまんじんじゃ）は、山形県米沢市広幡町成島地区にある神社。旧社格は郷社。米沢市市街地の西北、鬼面川西岸の丘陵上に位置している。

## 祭神
誉田別尊（八幡神）を祀る。

## 由緒
蝦夷討伐のためこの地に下ってきた大伴駿河麿によって宝亀8年（777年）に建立されたといわれている。平安時代には、成島荘の鎮守として崇拝された。その後、同社に納められた棟札によれば、正安2年（1300年）に長井荘（置賜地方）の地頭・長井宗秀によって宝殿などが修理された。その後、永徳3年（1383年）に伊達宗遠によって拝殿が造営され、これが現在残っている拝殿である。また、現在の本殿は承応3年（1654年）に米沢藩主・上杉綱勝によって造営されたものである。当神社は歴代の領主に手厚く保護されてきたが、特に伊達氏の崇拝は厚く、伊達政宗が岩出山城に移った時には城内に分霊を遷座させた。

## 境内の現況
境内の北側と西側は高さ約約2mの土塁で囲まれており、その外側には空堀の跡が見受けられ、また、西側には虎口の跡と思われる遺構も残されているなど、当八幡神社が中世城館の特徴を持っていたことが境内の現況より判断できる。

## 文化財
社殿造営の棟札46枚のほか、木造門神坐像2体や舞楽面などが伝わっている。また、山形県川西町の成宝寺に伝わる僧形八幡神像も元々は成島八幡神社の宝物であるという。木造門神坐像2体及び僧形八幡神像は平安時代後期の作と考えられている。

## 交通
JR米坂線成島駅より南へ約1km